# Agglutination Metal Festival
Das Agglutination Metal Festival ist ein italienisches Heavy-Metal-Festival, das seit 1995 jährlich in Basilikata abgehalten wird, zwischen den Städten von Chiaromonte, Senise und Sant’Arcangelo, in der Provinz Potenza. Es ist eines der ältesten Metal-Festivals in Italien und gilt als das wichtigste Festival des Genres im Süden der Nation. Aktiv seit 1995 es hat sich zu einem der langlebigsten Festivals für Metal-Musik in Europa entwickelt.
Im Jahr 1997 waren laut Veranstalter rund 4.000 Besucher anwesend. In den Jahren 2020 und 2021 musste das Festival auf Grund der COVID-19-Pandemie verschoben.
Es hat Bands wie Overkill, Cannibal Corpse, U.D.O., Mayhem, Stratovarius, Carcass, Destruction, Vader, Rhapsody of Fire, Gamma Ray, Dark Tranquillity und Marduk gehostet.

## Daten und Line-Ups

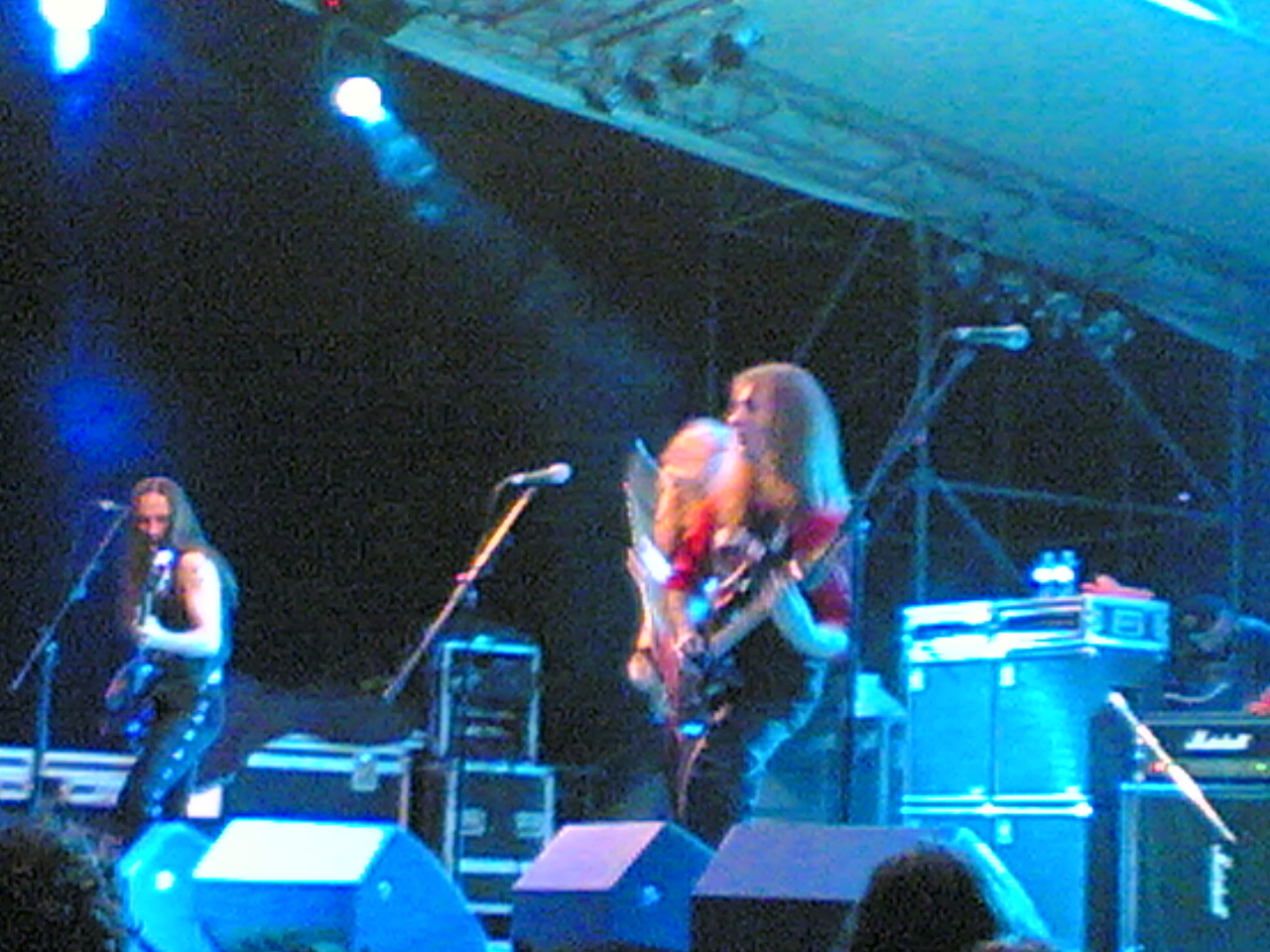
Gamma Ray am Agglutination Metal Festival 2007

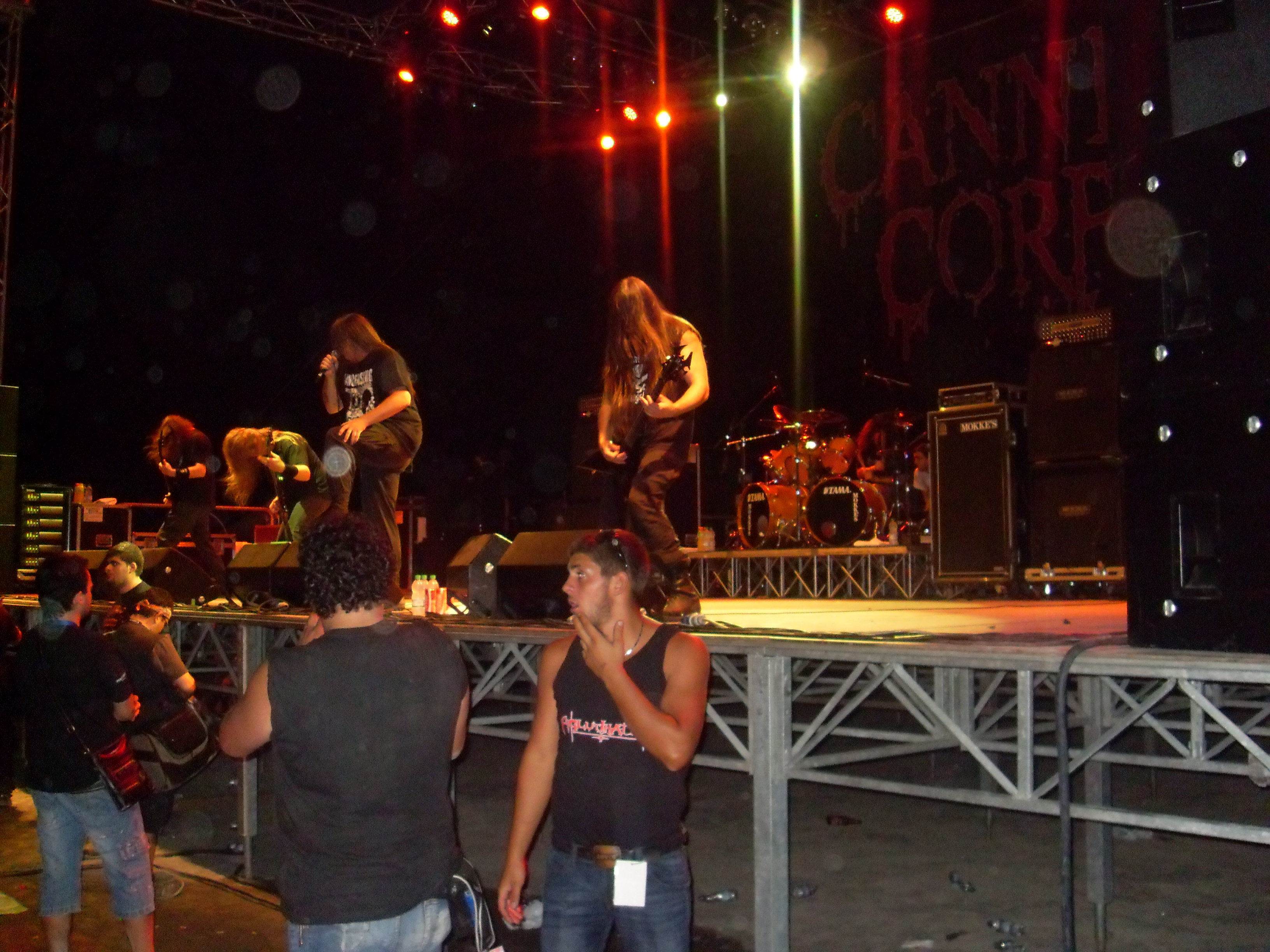
Cannibal Corpse am Agglutination Metal Festival 2010

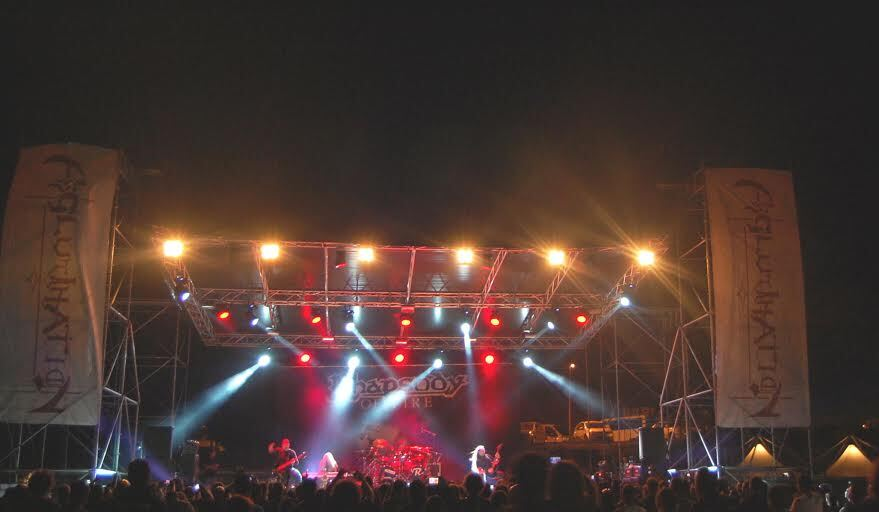
Rhapsody of Fire beim Agglutination Metal Festival 2012

August 1995 in ChiaromonteMarshall und anderen Bands aus der lokalen Szene
August 1996 in ChiaromonteWhite Skull, Lost Innocence und anderen Bands aus der lokalen Szene
12. August 1997 in ChiaromonteOverkill, White Skull, Megora, Aggressive Fear, In Human Memories, Deleterio, Black Sunrise, Flash Terrorist, Stormlord, Harem, Funeral Fuck
11. August 1998 in ChiaromonteAthena, Undertakers, Lacrima Christi, Heimdall, Glacial Fear, Inchiuvatu, Hastings, Aura, Memories of a Lost Soul, Unthory, Black Sunrise, Funeral Fuck
13. August 1999 in ChiaromonteWhite Skull, Moonlight Comedy, Ahriman, Tenebrae Oburiuntur, Obscure Devotion, 3rd, Terremoto, Kiss of Death, Pino Miale
12. August 2000 in ChiaromonteDomine, Vision Divine, Undertakers, Glacial Fear, Stormlord, Art Inferno, Arcadia, Steel Cage, Humanity Eclipse, Eden Shape
11. August 2001 in ChiaromonteAncient, Thoten, White Skull, Secret Sphere, Highlord, The Black, Natron, Schizo, Glacial Fear, Requiem K626, Brazen, Enemynside, Dark Secret, Rainy Night
12. August 2002 in ChiaromonteDestruction, Vicious Rumors, Drakkar, Undertakers, Stormlord, Heimdall, Infernal Poetry, Holy Knights
9. August 2003 in ChiaromonteVirgin Steele, Labyrinth, Theatres des Vampires, Beholder, Fire Trails, Elvenking, Marshall, Rosae Crucis, Mantra, Requiem K626, Hunchback
12. August 2004 in ChiaromonteIron Savior, Marduk, Crystal Ball, Novembre, Centvrion, Thy Majestie, Rain, Nameless Crime, Disguise, Walkyrya
13. August 2005 in ChiaromonteMayhem, Freedom Call, Necrodeath, Mesmerize, Schizo, Valiance
10. August 2006 in ChiaromonteVision Divine, Sinister, Majesty, Dark Lunacy, Marshall, Pandaemonium, Kragens, Aleph, Infernal Angels, Megawatt
11. August 2007 in Sant’ArcangeloGamma Ray, Tankard, Fire Trails, Dark Lunacy, Kaledon, Golem, Infernal Angels
9. August 2008 in Sant’ArcangeloDark Tranquillity, Vision Divine, Dismember, Domine, Metal Gang, DGM, Savior from Anger, DenieD, Nefertum
10. August 2009 in Sant’ArcangeloU.D.O., Vader, Extrema, Fabio Lione Project with Ancestral, Forgotten Tomb, Fratello Metallo, Trick or Treat, Ecnephias, Symbolyc
9. August 2010 in Sant’ArcangeloCannibal Corpse, Korpiklaani, Pino Scotto, Handful of Hate, Airborn, Marshall, Ver Sacrum, Solisia
20. August 2011 in ChiaromonteBulldozer, Majesty, Bömbers, Node, PTSD, Tyrannizer Order, Aura, Stige
25. August 2012 in ChiaromonteDark Tranquillity, Rhapsody of Fire, Rotting Christ, Ecnephias, Vexed, Lunocode, Poemisia, Twilight Gate, Ghost Booster
10. August 2013 in SeniseOverkill, Stratovarius, Marduk, Eldritch, Folkstone, Heavenshine, Blind Horizon, Rebürn
23. August 2014 in SeniseCarcass, Entombed A.D., Belphegor, Elvenking, Buffalo Grillz, Eversin, Sinheresy, Lehman
9. August 2015 in ChiaromonteObituary, Edguy, Inquisition, Necrodeath, Forgotten Tomb, Arthemis, Feline Melinda, Carthagods
21. August 2016 in ChiaromonteTherion, Exodus, Taake, Fleshgod Apocalypse, Nanowar of Steel, Dewfall, De La Muerte, Real Chaos
19. August 2017 in ChiaromonteVenom, Sodom, White Skull, In.Si.Dia, Assaulter, Gravestone, Ghost of Mary, Memories of a Lost Soul
19. August 2018 in ChiaromonteDeath SS, Pestilence, Folkstone, Necrodeath, Witchunter, Ad Noctem Funeriis, Circle of Witches, Rome in Monochrome
17. August 2019 in ChiaromonteNapalm Death, Death Angel, Carpathian Forest, Strana Officina, Carthagods, The Black, Scream Baby Scream
6. August 2022 in SeniseAsphyx, Nargaroth, Fulci, Sailing To Nowhere, Napoli Violenta, Funeral Mantra, Mirko Gisonte, Eyelids
12. August 2023 in ChiaromonteCarcass, Nocturnal Depression, Sacrilege, Plakkaggio, Xenos, Essenza, Coexistence